# 白鷹村 (山形県)
白鷹村（しらたかむら）は、かつて山形県西置賜郡にあった村。

## 沿革
- 1889年（明治22年）4月1日 - 町村制施行に伴い西置賜郡萩野村、十王村、滝野村、中山村が合併し、白鷹村が発足。
- 1892年（明治25年）6月21日 - 大字十王が分離し、村制施行して十王村が発足。
- 1954年（昭和29年）10月1日 - 西置賜郡荒砥町、蚕桑村、鮎貝村、十王村、東根村と合併し、白鷹町となり消滅。